# Pterodon emarginatus
Pterodon emarginatus är en ärtväxtart som beskrevs av Julius Rudolph Theodor Vogel. Pterodon emarginatus ingår i släktet Pterodon och familjen ärtväxter. Inga underarter finns listade i Catalogue of Life.

## Bildgalleri

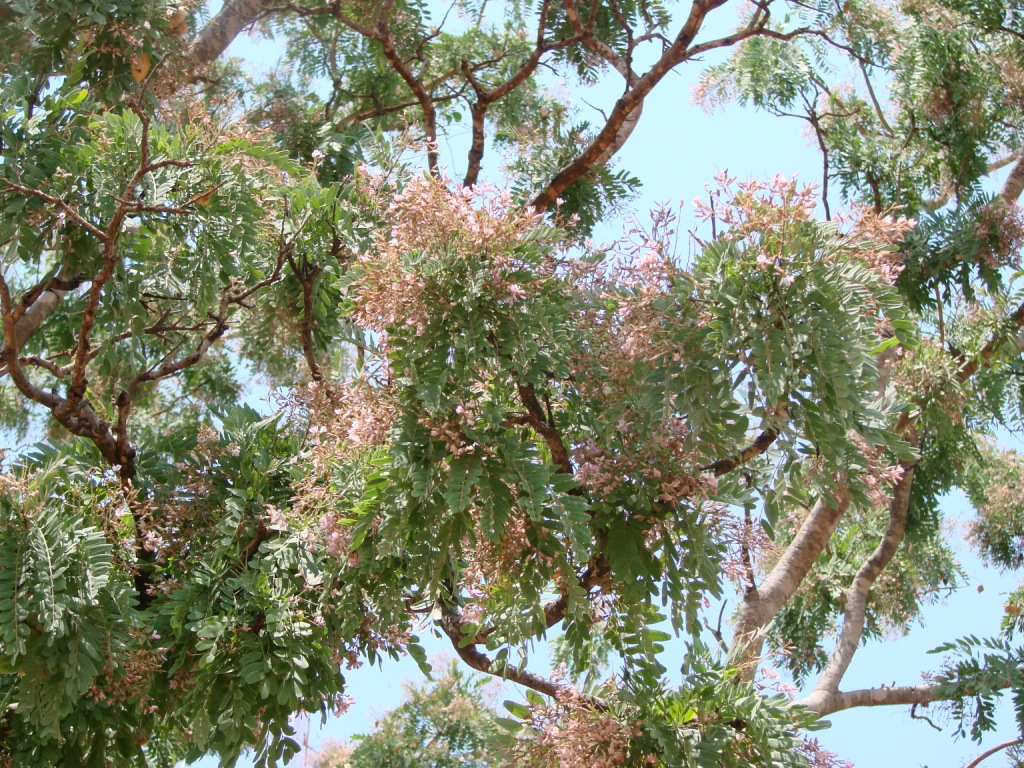
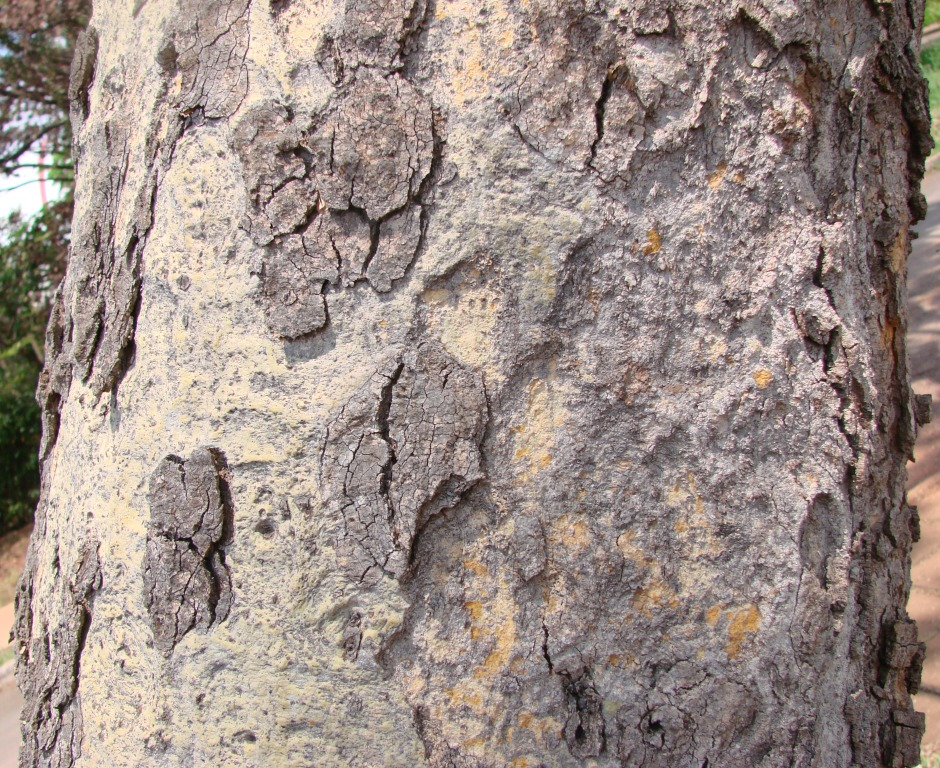
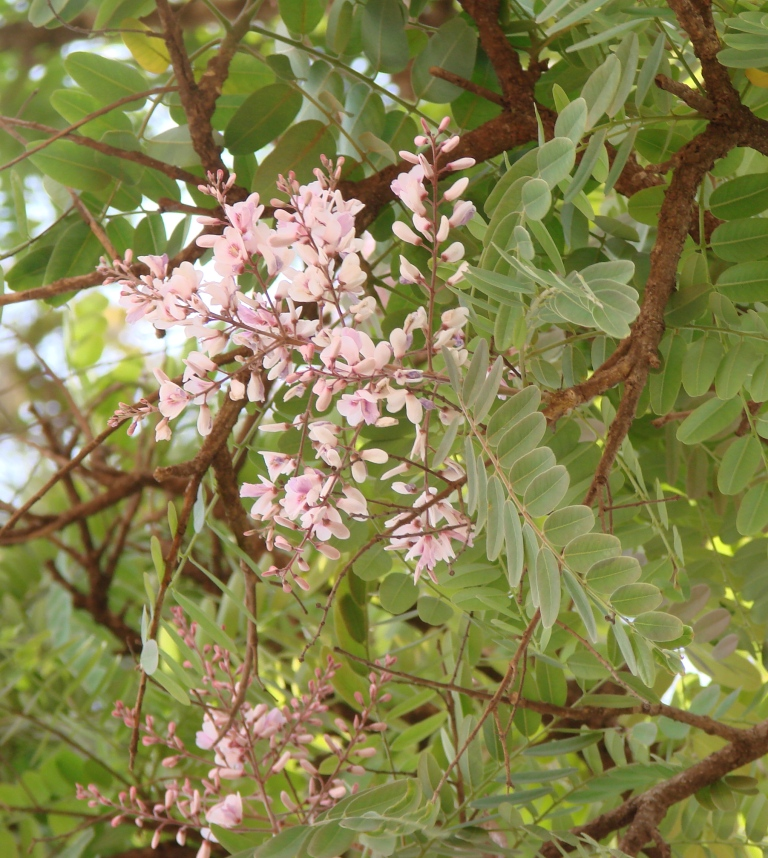
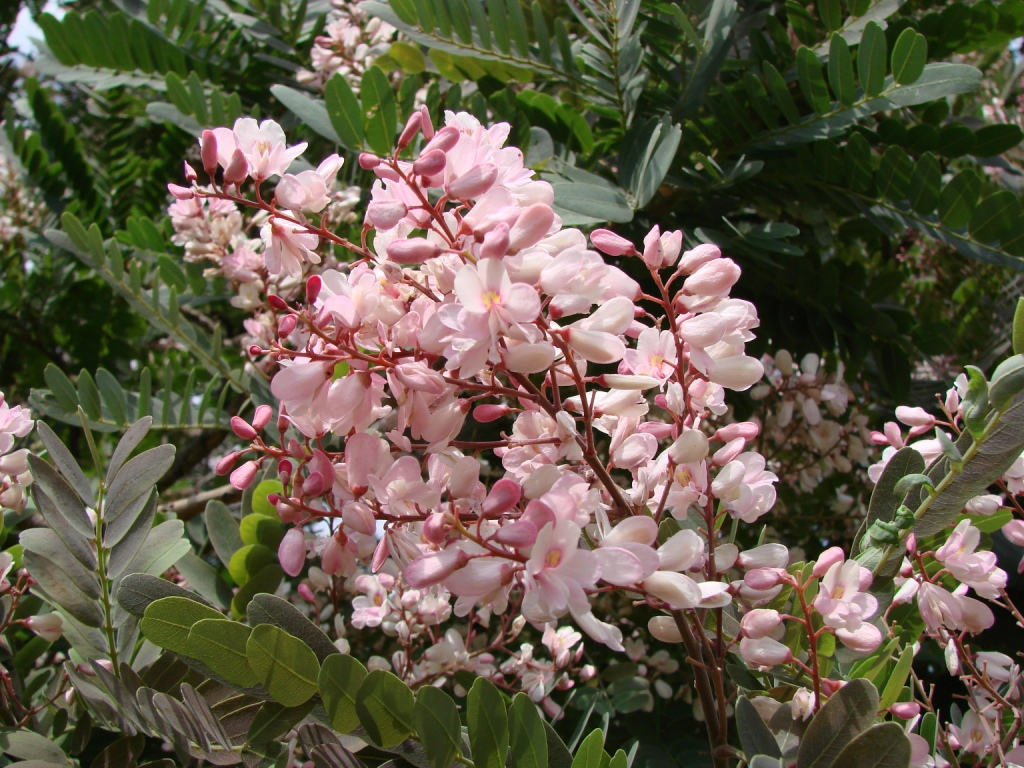
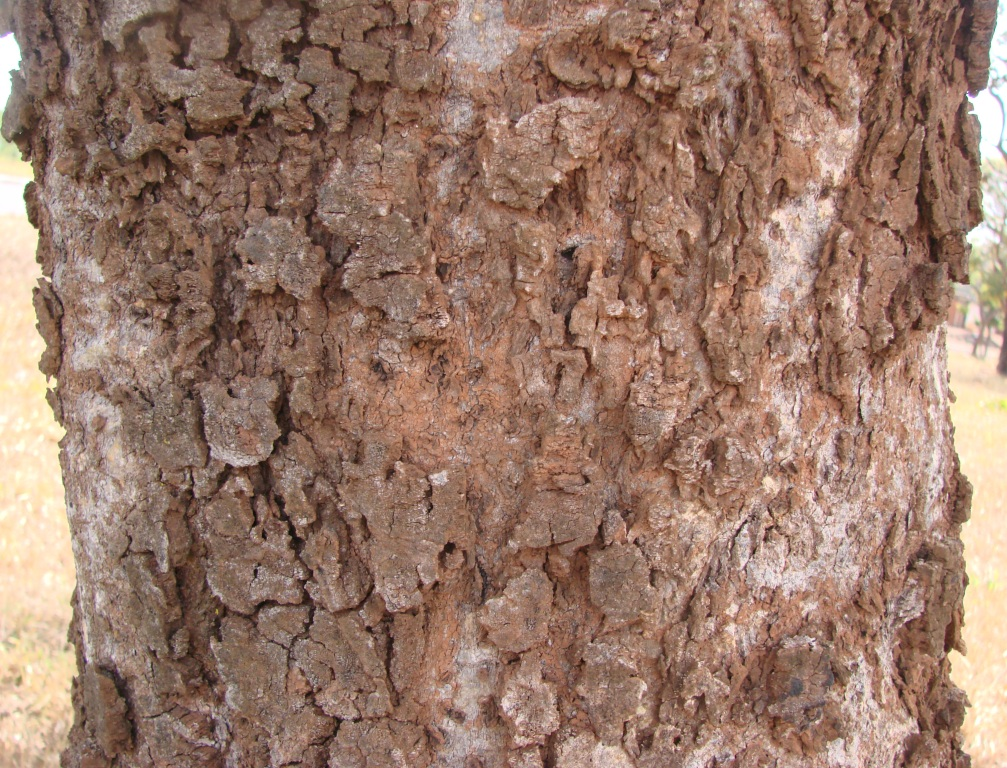
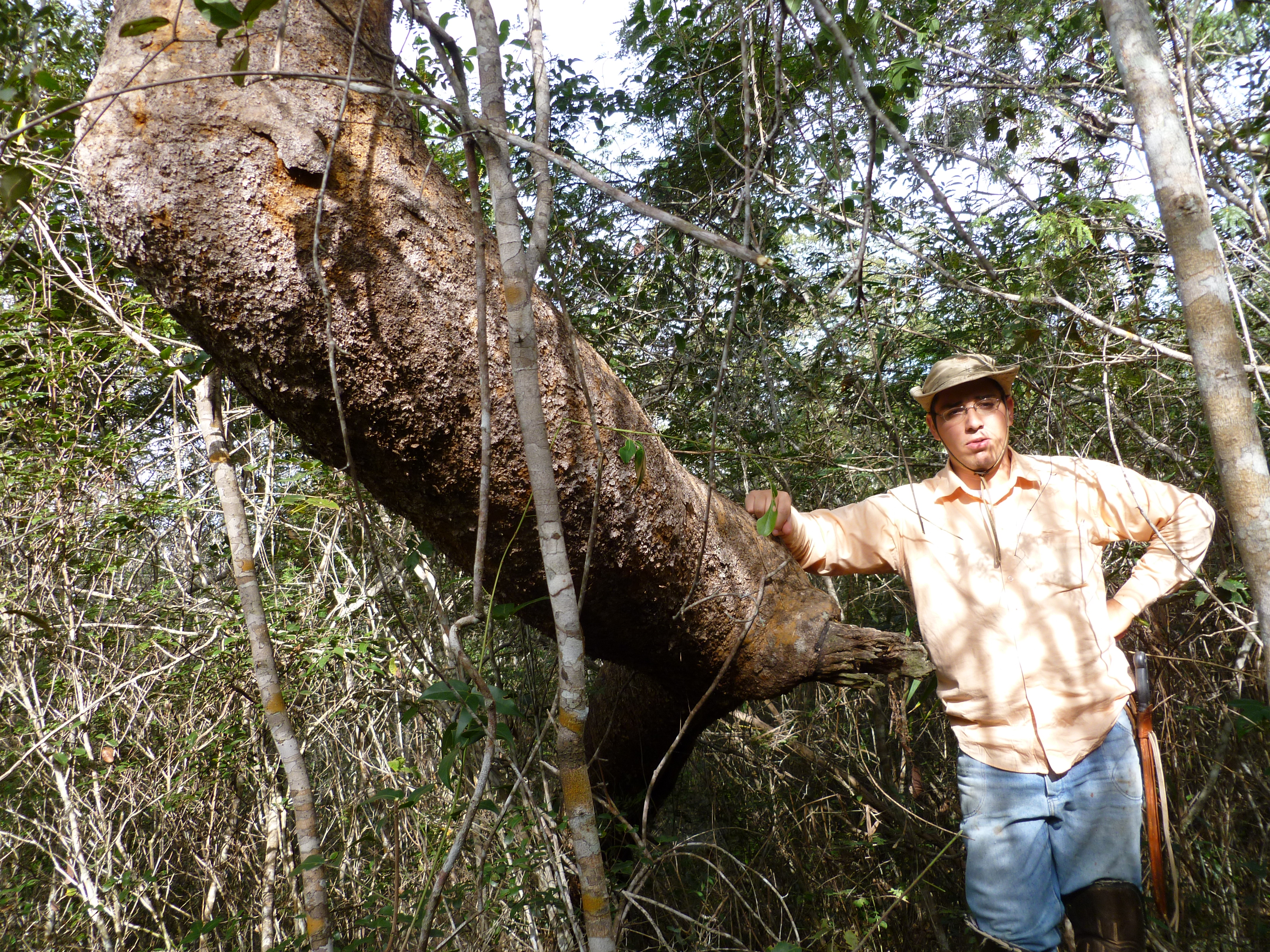